# Энциртиды
Энцирти́ды (лат. Encyrtidae) — семейство паразитических наездников надсемейства хальцид. Размеры очень мелкие (от 0,5 до 3,5 мм). Голова относительно крупная. Голени средних ног с длинной шпорой. Крылья с сильно редуцированным жилкованием.

## Биология
Паразиты Coccoidea, Hemiptera, Lepidoptera, клещей. Используются в биологической защите. Известен гиперпаразитизм, полиэмбриония (когда единственное яйцо, попадая в тело хозяина, клонируется там) и аналог социальных черт (наличие касты крупных личинок-«солдат», проявляющих альтруизм и в итоге погибающих, защищая своих братьев-клонов).

## Распространение
Повсеместно.

## Хозяйственное значение
Разведение и выпуск энциртид в природу рассматривается как одна из мер борьбы с иксодовыми клещами.

## Систематика
- Смотрите статью «Список родов Encyrtidae»

Мировая фауна включает 460 родов и около 3735 видов, в Палеарктике — 227 родов и около 1700 видов. Фауна России включает 118 родов и 490 видов наездников этого семейства.
- подсемейство Encyrtinae — 350 родов, 2800 видов.
- подсемейство Tetracneminae — 100 родов, 800 видов.

Считавшийся около 100 лет вымершим вид Oobius depressus был обнаружен в 2015 году.

## Палеонтология
Известны следующие ископаемые виды:
- †Archencyrtus rasnitsyni Simutnik, 2014[11] (эоцен, 40—48 млн лет, сахалинский янтарь)

- †Copidosoma  archeodominica Zuparko and Trjapiтzin, 2013 (13—20 млн лет, доминиканский янтарь)[12]

- †Dencyrtus vilhelmseni Simutnik, 2018 (эоцен, 33—37 млн лет, балтийский янтарь, Дания)[13]

- †Electroanellus belokobylskiji Simutnik, 2023[14] (эоцен, 33—37 млн лет, балтийский янтарь, Дания)

- †Encyrtus clavicornis Statz, 1938 (средний олигоцен, 23—34 млн лет, Германия)

- †Eocencyrtus zerovae Simutnik, 2001 (эоцен, 33—37 млн лет, Ровенский янтарь)

- †Eocencnemus sugonjaevi Simutnik, 2002[15] (эоцен, 33—37 млн лет, Ровенский янтарь)

- †Eocencnemus vichrenkoi Simutnik, 2006[16] (эоцен, 33—37 млн лет, Ровенский янтарь)

- †Glaesus gibsoni Simutnik, 2014 (эоцен, 33—37 млн лет, балтийский янтарь, Польша)[17]

- †Eocencnemus gedanicus Simutnik, 2014 (эоцен, 33—37 млн лет, балтийский янтарь)[17]

- †Kotenkia platycera Simutnik, 2015 (эоцен, 40—48 млн лет, сахалинский янтарь)[10]

- †Protocopidosoma kononovae Simutnik, 2017 (эоцен, 33—37 млн лет, балтийский янтарь, Дания)[18]

- †Rovnosoma gracile Simutnik, 2015 (эоцен, 33—37 млн лет, Ровенский янтарь)[19]

- †Sulia glaesaria Simutnik, 2015 (эоцен, 33—37 млн лет, балтийский янтарь, Дания)[9]